# 타냐 자힐레바
타차나 "타냐" 울라지미라우나 자힐레바(벨라루스어: Таццяна "Таня" Уладзіміраўна Дзягілева, 러시아어: Татья́на "Та́ня" Влади́мировна Дя́гилева 타티야나 "타냐" 블라디미로브나 댜길레바[*], 1991년 6월 4일 ~ )는 벨라루스의 모델이다. Tanya Dyagileva라는 이름으로도 불린다.